# Семейный бизнес (фильм, 1989)
«Семейный бизнес» (англ. Family Business; вариант названия: «Семейное дело») — криминальный кинофильм режиссёра Сидни Люмета.

## Сюжет
Джесси — бывалый вор и ловкий аферист. Его сын Вито — бывший гангстер, который недавно стал преуспевающим бизнесменом. Вито не желает иметь ничего общего со своим отцом и надеется, что его сын Адам не встанет на путь криминала. Но Адам уже разработал план идеального ограбления, для осуществления которого необходимо участие трех человек и пришёл за помощью к отцу с дедом.

## В ролях
| Актёр           | Роль             |
| --------------- | ---------------- |
| Шон Коннери     | Джесси Макмаллен |
| Мэттью Бродерик | Адам Макмаллен   |
| Дастин Хоффман  | Вито Макмаллен   |
| Розанна ДеСото  | Элейн            |
| Джанет Кэрролл  | Марджи           |

## Съёмочная группа
- Режиссёр — Сидни Люмет
- Оператор — Анджей Бартковяк